# Walk Along
Walk Along è un brano musicale della cantante olandese Trijntje Oosterhuis, pubblicata nel 2014. La canzone è stata scritta da Anouk.
Con questo brano Trijntje Oosterhuis ha rappresentato i Paesi Bassi all'Eurovision Song Contest 2015, dove tuttavia è stata eliminata in semifinale.

## Tracce
- Download digitale

1. Walk Along – 3:03